# Manolito y su Trabuco
Manolito y su Trabuco ist eine Salsa- und Timba-Musikgruppe aus Camagüey und Havanna, Kuba.

## Werdegang
Manolito Simonet war ursprünglich Pianist der Gruppe Maravilla de Florida, bis er im Februar 1993 die Combo Manolito y su Trabuco gründete. Manolito y su Trabuco machte sich einen Namen durch spezielle Arrangements mit Geige, Cello, Flöte, Trompete, Posaune, Synthesizer, Piano, Congas und Bass und waren Vorreiter des neuen Musikstils Timba in Kuba, bis sie 1995 von einer zweiten Generation von Timba-Bands abgelöst wurden. Rosendo „El Gallo“ Díaz wirkte bei allen fünf Produktionen mit, der Gesang wird durch Sixto „El Indio“ Llorente und „Mayami“ gestaltet und Songwriter ist Ricardo Amaray. Ähnlich wie bei Issac Delgado erreichten sie durch ihre legendäre Bühnenshow eine große Popularität. Außerhalb von Havanna hatte Manolito y su Trabuco Auftritte in New York City und Miami. 2010 tourten sie durch Europa und hatten auch Liveauftritte in Deutschland.

## Diskografie
- Directo al corazón (1995)
- Contra todos los pronosticos (1996)
- Marcando la distancia (1998)
- Para que baile Cuba (2000)
- Se rompieron los termometros (2001)
- Locos por mi Havana (2004)
- Hablando en serio (2006)
- Control (2008)
- Trabuco Una Vez (2010)
- Beat Cubano (2010)
- Sin Freno (2013)
- Hecho en Cuba feat. Dominic Miller (2015)
- Sin Parar (2016)
- La Vida Cambio (2018)

## Besetzung
- Manuel „Manolito“ Simonet: Piano
- Ricardo Amaray: Gesang
- Gabriel Rodriguez: Gesang
- Rubén Rodriguez: Gesang
- Roger Rizo: Keyboards
- Ernesto Sanchez: Bass
- Hector Olmo: Drums
- Evelio Ramo: Congas
- Jorge Luis Guerra: Güiro
- David Bencomo: Querflöte
- Jelien Basó: Geige
- Orestes Calderón: Chello
- Ivanois Garzon: Posaune
- Osley Patridge: Posaune
- Rafael Arbolaez: Trompete
- Kevin Peñalver: Trompete